# Coop (Schweiz)
 For alternative betydninger, se Coop. (Se også artikler, som begynder med Coop)
Coop er et schweizisk dagligvarekooperativ med ca. 2,5 mio. medlemmer. De har 2.478 butikker og 90.000 ansatte i Schweiz. De har en online forretning på coop.ch. Virksomheden blev etableret i 1969.